# Saprosma ternatum
Saprosma ternatum är en måreväxtart som först beskrevs av Nathaniel Wallich, och fick sitt nu gällande namn av Joseph Dalton Hooker. Saprosma ternatum ingår i släktet Saprosma och familjen måreväxter. Inga underarter finns listade i Catalogue of Life.